# Temptation of Wife (telenovela filipina)
Temptation of Wife  é uma telenovela filipina exibida em 2012-2013 pela GMA Network. É um remake da série coreana Temptation of a Wife que transmitido pela SBS em 2008.

## Elenco
- Marian Rivera como Angeline Santos- Salcedo / Chantal Gonzales
- Dennis Trillo como Marcel Salcedo
- Glaiza de Castro como Heidi Fernandez
- Rafael Rosell como Nigel Armada
- Rez Cortez como Abner Lunzada
- Rio Locsin como Minda Balde-Lunzada
- Antonio Aquitania como Leo Balde Lunzada
- Raymond Bagatsing como Romeo Salcedo
- Cherie Gil como Stella Salcedo
- Bettina Carlos como Madel Salcedo
- Luanne Dy como Helena Salcedo
- Michelle Madrigal como Chantal Armada/Chantal Concepcion-Armada

## Exibição
- Filipinas: GMA Network (emissora original)
- Estados Unidos: GMA Pinoy TV / GMA Life TV
- Canadá: GMA Pinoy TV / GMA Life TV
- Japão: GMA Pinoy TV / GMA Life TV
- Hong Kong: GMA Pinoy TV / GMA Life TV
- Papua-Nova Guiné: GMA Pinoy TV / GMA Life TV
- Austrália: GMA Pinoy TV / GMA Life TV
- Nova Zelândia: GMA Pinoy TV / GMA Life TV
- Singapura: GMA Pinoy TV / GMA Life TV
- Vietname: TodayTV VTC7
- Guam: GMA Pinoy TV / GMA Life TV
- Saipan: GMA Pinoy TV / GMA Life TV
- Norte de África: GMA Pinoy TV / GMA Life TV
- Médio Oriente: GMA Pinoy TV / GMA Life TV
- Europa: GMA Pinoy TV / GMA Life TV
- Malásia: TV3